# ستيف جيمس (لاعب اتحاد الرغبي)
ستيف جيمس (بالإنجليزية: Steve James)‏ هو لاعب اتحاد الرغبي أسترالي، ولد في 23 يوليو 1960 في سيدني في أستراليا.